# Charles du Bouzet de Roquépine
Pour les articles homonymes, voir Bouzet et Roquépine (homonymie).
 Charles du Bouzet de Roquépine (né vers 1630 mort à Paris début mai 1661) abbé commendataire et agent général du clergé de France de 1655 à 1660.

## Biographie
Charles du Bouzet de Roquépine est issu d'une famille originaire de la région de Lectoure en Gascogne. Il est probablement le frère de Louis-Gilles du Bouzet marquis de Roquépine Maréchal de camp en 1651 mort en 1679.
Il est l'oncle et presque homonyme de Charles Maurice du Bouzet de Roquépine abbé commendataire de Saint-Nicolas d'Angers et de la Haye-Montbazon qui se trouve après la mort de son frère ainé en 1701 héritier des domaines de sa lignée.[réf. nécessaire]
Charles du Bouzet est prêtre doyen et chanoine de la « chapelle des Riches » à Dijon dans le diocèse de Langres. Aumônier ordinaire de la reine Anne d'Autriche de 1648 à 1658. Il est nommé agent général du clergé de France par la province ecclésiastique de Lyon lors de l'assemblée de  1655 et il est l'un des partisans de Mazarin et manque d'être disgracié en 1660. Le 28 février 1661 il reçoit en commende L'abbaye royale de Notre-Dame d'Homblières, en Vermandois dans le diocèse de Noyon. Il est également abbé de l'abbaye `de Saint-Michel en Thiérache qu'il unit pour la réformer à la Congrégation de Saint-Vanne et Saint-Hydulphe le 19 avril 1661. Il meurt à l'âge d'environ 30 ans dans les premiers jours de mai 1661 pendant les travaux de l'Assemblée générale du Clergé de France, commencée à Pontoise au couvent des cordeliers en 1660 et poursuivie à Paris au couvent des Augustins et le 3 mai 1661 ses pairs décident de faire un service pour le repos de son âme.